# Sfântul Malachia

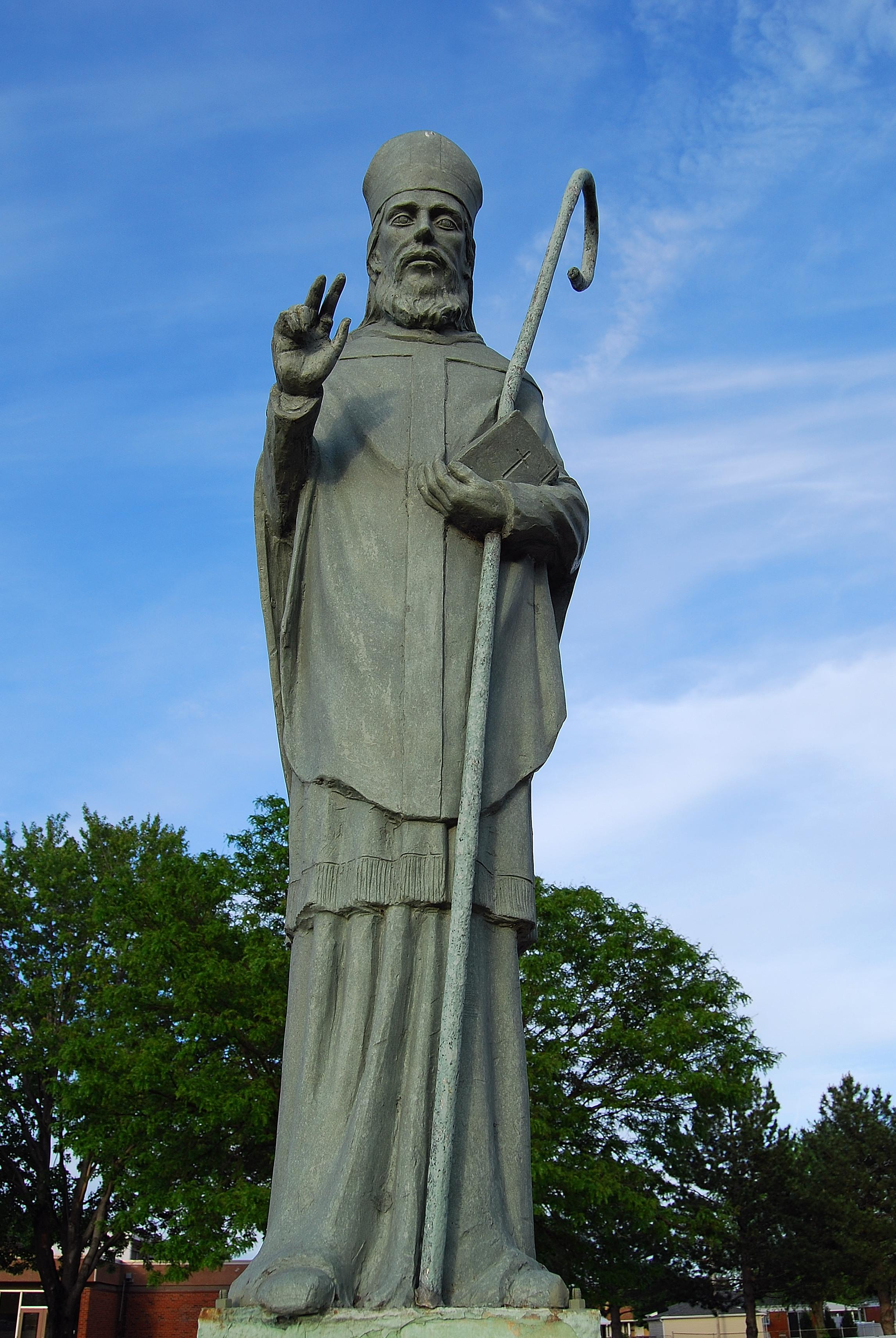
Statuia Sfântului Malachia

Sfântul Malachia (irlandeza veche: Máel Máedóc Ua Morgair; irlandeză: Maelmhaedhoc Ó Morgair) (n. 1094 – d. 2 noiembrie 1148) a fost un episcop de Armagh, căruia îi sunt atribuite mai multe minuni și profeții, printre care și Profeția Papilor. 
A fost primul sfânt irlandez canonizat oficial.